# アルフォンソ・ゴンサレス
アルトゥーロ・アルフォンソ・ゴンサレス・ゴンサレス（Arturo Alfonso González González、1994年9月5日 - ）は、メキシコ・タマウリパス州レイノサ出身のサッカー選手。メキシコ代表。CFモンテレイ所属。ポジションは、ミッドフィールダー。

## 経歴

### クラブ
CFアトラスの下部組織で育成され、2012年2月のUANLティグレス戦でトップチームデビュー。

### 代表
各年代でメキシコ代表に選出されており、2011 FIFA U-17ワールドカップ、2013 FIFA U-20ワールドカップ、トゥーロン国際大会2013・2014に参加した。
2014年10月、A代表初招集。同月に開催されたホンジュラスとの親善試合で、76分にマルコ・ファビアンと交代し初キャップを記録。

## タイトル

### 代表
メキシコ代表
- FIFA U-17ワールドカップ: 2011